# Нинослав Стојадиновић
Нинослав Стојадиновић (Ниш, 20. септембар 1950 – Ниш, 25. децембар 2020) био је редовни члан САНУ на Oдељењу техничких наука и председник Огранка САНУ у Нишу. Оставио је изузетан траг у области мироелектронике и наноелектронике и немерљив допринос конституисању и свеукупном раду Огранка САНУ у Нишу.

## Биографија
Рођен је у Нишу 20. септембра 1950. год. од оца Добривоја Стојадиновића и мајке Надежде Ђорђевић. У Нишу је завршио основну и средњу школу, а 1974. године дипломирао на Електронском факултету Универзитета у Нишу. После дипломирања радио је у „ЕиПолупроводници” у Нишу, а 1976. године прелази на Електронски факултет Универзитета у Нишу, на коме је 1980. године докторирао, а изабран је у звање редовног професора 1991. године. Шеф Катедре за микроелектронику био је од 1984. до 2005. год. Од 1986. до 1989. године био је продекан, а од 1989. до 1994. године декан. Заменик директора истраживачког центра САНУ при Универзитету у Нишу био је од 1991. до 1996. године, а од 2016. године до смрти био је председник Огранка САНУ у Нишу. Био је члан комисија за избор наставника и одбрану докторских дисертација на више светских универзитета (Griffith University, Brown University, Technical University of Athens, Swiss Federal Institute of Technology, De Montfort University, Тechnical University of Sofia, Banaras Hindu University, итд), а 1997. године био је гостујући професор на Техничком Универзитету у Бечу (Technical University of Wien). Од 2001. године је члан међународних научних одбора Центра за нанотехнологије (Clemson University, USA) и Центра изврсности Европске уније за истраживања микро и нанотехнологије (Technical University Warsaw, Poland). Од 2005. године је члан Експертске комисије ЕУ за програм EC FP7, а од 2008. консултант Научне фондације Владе Тајвана. Био је главни уредник часописа Microelеctronics Journal (Elsevier) у периоду од 1993. до 1995. године и часописа Microelеctronics Reliability (Elsevier) од 1996. до 2017. године. Од 2013. године је главни и одговорни уредник научног часописа Facta Universitatis, Series: Electronics and Energetics (Универзитет у Нишу). Од 2001. године је члан уређивачког одбора часописа J. Semiconductor Technology and Science (IEE Korea), а од 2011. часописа Nanoscience&Nanotechnology-Asia (Bentham Science). Био је члан научних и програмских одбора на више од 50 међународних конференција, као и на већем броју домаћих научних скупова. Од 2001. до 2005. године био је председник YU IEEE Секције. Од 1994. год. је председник YU IEEE ED/SSC Подружнице. У периоду од 2002. до 2013. године био је главни уредник часописа EDS Newsletters. Oд 2001. до 2005. год. био је члан Административног комитета IEEE Друштва за електронске направе (EDS) и његов копредседник за Европу, Африку и Блиски исток. За изузетног предавача EDS Друштва изабран је 1996. године, у звање IEEE Senior Member 1998. године, а у звање IEEE Fellow 2003. године. Од 2001. до 2005. године био је председник председништва Друштва за ЕТРАН-а. У периоду од 1984. до 1991. године био је члан више експертских група за израду стратегија развоја микроелектронике и електронике на нивоу Србије и Југославије.
Научни рад и активност академика Стојадиновића у великој мери су везани за Електронски факултет Универзитета у Нишу, на којем је најпре дипломирао, магистрирао и докторирао, а потом био редовни професор од 1991. године, декан од 1989. до 1994. године и шеф Катедре за микроелектронику од 1985. до 2005. године. 
Захваљујући вишегодишњем ангажовању академика Стојадиновића у организацији међународне конференције о микроелектроници – МИЕЛ, ова значајна конференција постала је један од најзначајнијих научних скупова из те области у Европи и нашла се на листи IEEE конференција. Био је члан комисија за избор наставника и одбрану докторских дисертација на више светских универзитета, гостујући професор на Техничком Универзитету у Бечу (Technical University of Wien) и члан међународних научних одбора Центра за нанотехнологије (Clemson University, USA) и Центра изврсности Европске уније за истраживања микро и нанотехнологије (Technical University Warsaw, Poland). Био је и члан Експертске комисије ЕУ за програм EC FP7, те консултант Научне фондације Владе Тајвана.
За дописног члана САНУ изабран је 2003, а за редовног 2012. године. Био је први председник Огранка САНУ у Нишу и ту дужност је обављао од 2016. године, а за то време је у Огранку приређено више од 250 програмских активности.
Академик Стојадиновић имао је значајне политичке и дипломатске активности. Био је посланик у Народној скупштини Републике Србије (1997—2000), посланик у Скупштини Државне заједнице Србија и Црна Гора, и њен представник у Парламентарној скупштини Савета Европе (2004—2006), потпредседник Народне скупштине Републике Србије (2014—2016). Био је амбасадор Републике Србије у Краљевини Шведској (2005—2011) и Босни и Херцеговини (2011—2013).

## Награде и признања
Добитник је више награда и признања за свој предани рад.
1. Изузетан предавач Института инжењера електротехнике и електронике за област електронских направа (IEEE EDS), 1997.
2. Највиши ниво чланства у Институту инжењера електротехнике и електронике – Fellow IEEE (2003); Life Fellow (2018)

## Дела (библиографија)
Аутор је или коаутор 96 научних радовa (9 по позиву/прегледних) у реномираним међународним часописима са SCI, као и 185 радова (23 по позиву) у зборницима радова међународних и националних научних скупова. Објавио је и четири поглављa у међународним монографијама Computer Engineering Handbook и Digital Design and Fabrication (CRC Press, САД), Micro Electronic and Mechanical Systems (IN-TECH Press,Boca Raton) и Bias Temperature Instability for Devices and Circuits (Springer). Његови научни радови цитирани су више од 530 пута у публикацијама међународног значаја других аутора. На основу његових фундаменталних и примењених истраживања до сада је реализован низ технолошких решења, од којих је 6 примењено у полупроводничкој индустрији код нас и у свету.